# 古雷省
13°59′00″N 10°16′13″E / 13.98333°N 10.27028°E

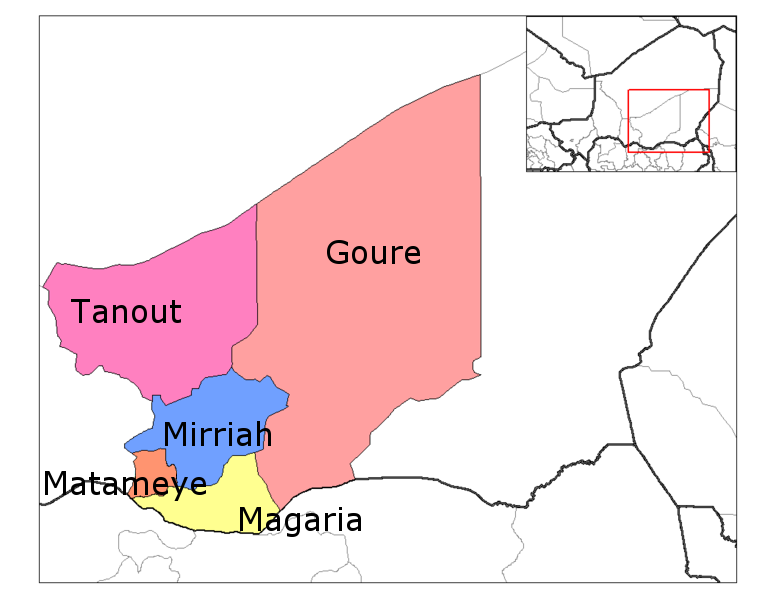

古雷省（法語：Gouré），是尼日爾的省份，位於該國南部，由津德爾大區負責管轄，西南面是馬加里亞省，面積95,182平方公里，2011年人口318,861，人口密度每平方公里3.4人。